# Life of a Don
Life of a Don è il secondo album in studio del rapper statunitense Don Toliver, pubblicato l'8 ottobre 2021 dalla Cactus Jack, We Run It e Atlantic.

## Promozione
Il disco è stato anticipato dagli estratti What You Need, uscito il 4 maggio 2021, e Drugs n Hella Melodies, una collaborazione con Kali Uchis resa disponibile il 18 giugno seguente. Il primo di essi è riuscito a trovare un lieve successo in madrepatria e Canada, fermandosi rispettivamente all'82ª e 83ª posizione delle relative classifiche.
Per promuovere il progetto a livello nazionale, l'artista ha imbarcato il Life of a Don Tour tra settembre e ottobre 2021.

## Accoglienza
| Recensione    | Giudizio |
| ------------- | -------- |
| AllMusic      |          |
| Clash         | 8/10     |
| NME           |          |
| Pitchfork     | 7,2/10   |
| Rolling Stone |          |

Life of a Don ha ottenuto recensioni perlopiù positive da parte dei critici musicali. Su Metacritic, sito che assegna un punteggio normalizzato su 100 in base a critiche selezionate, l'album ha ottenuto un punteggio medio di 72 basato su sei recensioni.

## Tracce
1. Xscape – 2:36
2. 5X – 2:12
3. Way Bigger – 3:16
4. Flocky Flocky (feat. Travis Scott) – 3:03
5. What You Need – 3:37
6. Double Standards – 3:11
7. Swangin' on Westheimer – 4:48
8. Drugs n Hella Melodies (feat. Kali Uchis) – 3:18
9. 2AM – 2:45
10. Get Throwed – 2:35
11. Company, Pt. 2 – 3:31
12. Outerspace (feat. Baby Keem) – 3:46
13. Smoke (feat. HVN & SoFaygo) – 3:19
14. You (feat. Travis Scott) – 3:33
15. Crossfaded – 2:39
16. Bogus – 3:19

## Classifiche
| Classifica (2021) | Posizione massima |
| ----------------- | ----------------- |
| Australia         | 17                |
| Belgio (Fiandre)  | 21                |
| Belgio (Vallonia) | 16                |
| Canada            | 6                 |
| Danimarca         | 13                |
| Finlandia         | 40                |
| Francia           | 20                |
| Germania          | 32                |
| Irlanda           | 29                |
| Islanda           | 9                 |
| Italia            | 53                |
| Lituania          | 10                |
| Norvegia          | 9                 |
| Nuova Zelanda     | 13                |
| Paesi Bassi       | 16                |
| Regno Unito       | 26                |
| Spagna            | 77                |
| Stati Uniti       | 2                 |
| Svezia            | 46                |
| Svizzera          | 3                 |